# Калиновський Валерій Степанович
Калиновський Валерій Степанович — дослідник історії держави і права, політичних партій і рухів, історії правоохоронних органів, педагог, кандидат історичних наук (1987), доцент (1997), полковник міліції у відставці, професор. Відмінник освіти України.

## Біографія
Калиновський Валерій Степанович народився 28 вересня 1955 року в селі Копилів Макарівського району Київської області.
У 1973 році закінчив Строківську середню школу із золотою медаллю, 1973—1975 — проходив службу в прикордонних військах.
В 1976—1981 рр. навчався на історичному факультеті Київського державного університету (нині — Київський національний університет імені Тараса Шевченка), з 1981 по 1986 в КДУ: ст. інженер, 1984—1986 — аспірант. У 1987 захистив кандидатську дисертацію «Зміцнення первинних партійних організацій на основі принципу демократичного централізму (1976—1980) (на матеріалах парторганізацій промислових підприємств України)», науковий керівник — доктор історичних наук, професор, заслужений працівник вищої школи України Позняк Володимир Тимофійович.
З 1986 по 2015 роки працював у Національній академії внутрішніх справ України (Київська вища школа міліції СРСР) на посадах: викладача, доцента кафедри історії держави та права, заступника начальника кафедри, заступника начальника факультету № 1 з підготовки керівних кадрів органів внутрішніх справ, професора. В 1998 році закінчив Національну академію внутрішніх справ України з відзнакою.
2016—2017 рр. — доцент кафедри історії права та держави юридичного факультету Київського національного університету імені Тараса Шевченка.
Автор і співавтор більше 80 наукових і науково-методичних праць. Підготував 4 кандидатів юридичних наук.

## Нагороди
- Відзнака Президента України — медаль «За бездоганну службу» ІІІ ступеня (1997)[1];
- Знак Міністерства освіти і науки України «Відмінник освіти України» (2002);
- Медаль Державної прикордонної служби «За сприяння в охороні державного кордону України» (2007);
- Медаль Київського національного університету внутрішніх справ «За розвиток Київського національного університету внутрішніх справ» ІІІ ступеня (2010);
- відомчі нагороди МВС.

## Основні публікації
- Монографії:
  - Регіональна виконавча влада України: історія і сучасність. - К., 2007. - 410 с. (у співавт.)
  - Правові та організаційні засади діяльності колегій органів виконавчої влади України. - Ніжин, 2011. - 216 с. (у співавт.)
  - Академік Петро Михайленко — засновник наукової школи історії органів внутрішніх справ України. К.: НАВС. - 2014. - 184 с. (у співавт.) 
  - Політико-правова спадщина України. - К.: «Панмедія». - 2018. - 255 с. (у співавт.)
  - Теоретико-правова спадщина академіка В.В. Копєйчикова: монографія. 2-е вид., переробл. і доповн. - К. : 7БЦ, 2023. - 216 с. (у співавт.)
- Навчальні посібники:
  - Історія держави і права зарубіжних країн. - К.: Правові джерела. - 2000. - 352 с. (у співавт.)
  - Історія держави і права України. - К.: Україна. - 2000. - 429 с. (у співавт.)
  - Історія держави і права України. 2-ге вид. доповн. - К.: Україна. - 2002. - 448 с. (у співавт.)
  - Історія держави і права зарубіжних країн. [навч. посібник]. - К.: Атака. - 2006. - 256 с. (у співавт.)
  - Історія держави і права зарубіжних країн. [конспект лекцій]. - К.: МНТУ «КПІ». — 1995. - 23. друк. арк.